# Abdiasz (imię)
Abdiasz (hebr. Abhadjah, Obhadjahu, Obadiah) — imię męskie pochodzenia hebrajskiego, oznaczające „sługa Jahwe”. Nosił je jeden z dwunastu proroków mniejszych — prorok Abdiasz. Według stanu na 31 stycznia 2023 r. imię to miało w Polsce 7 nadań.

## Odpowiedniki w innych językach
- rosyjski — Абдий (Abdij), Абдей (Abdiej)[2].
- łaciński, niemiecki — Abdias
- włoski — Abdia

## Osoby noszące to imię
- Abdiasz (prorok)
- Abdiasz — biskup Hormizd-Ardaszir (Persja)